# Brun bågnäbbsparadisfågel
Brun bågnäbbsparadisfågel (Epimachus meyeri) är en fågel i familjen paradisfåglar inom ordningen tättingar.

## Utseende och läte
Brun bågnäbbsparadisfågel är en stor och långstjärtad fågel med en lång, nedåtböjd näbb. Hanen är svart ovan med viss glans, medan undersidan är brun. Honnan är brun på ovansidan med rostbrun hjässa, tvärbandad buk och svart ansikte. Arten liknar svart bågnäbbsparadisfågel, men skiljs bland annat på ljusblått öga. Lätet låter läskigt likt korta salvor från ett maskingevär.

## Utbredning och systematik
Brun bågnäbbsparadisfågel behandlas antingen som monotypisk eller delas in i tre underarter med följande utbredning:
- Epimachus meyeri meyeri – förekommer i berg i sydöstligaste Papua Nya Guinea
- Epimachus meyeri bloodi – förekommer i Central Highlands i Papua Nya Guinea
- Epimachus meyeri albicans – förekommer i Weyland-, Hindenburg- och Victor Emanuelbergen

## Levnadssätt
Brun bågnäbbsparadisfågel hittas i bergsskogar, vanligen på högre höjd än systerarten svart bågnäbbsparadisfågel. Hanen utför ett enastående spel då den lyfter vingarna som två solfjädrar ovanför huvudet och hela kroppen svajar upp och ner.

## Status och hot
Arten har ett stort utbredningsområde, men tros minska i antal, dock inte tillräckligt kraftigt för att den ska betraktas som hotad. Internationella naturvårdsunionen IUCN listar arten som livskraftig (LC).

## Namn
Fågelns vetenskapliga artnamn hedrar Aron Baruch Meyer (känd som Adolf Bernhard Meyer) (1840-1911), tysk läkare och samlare av specimen i Ostindien och på Nya Guinea.

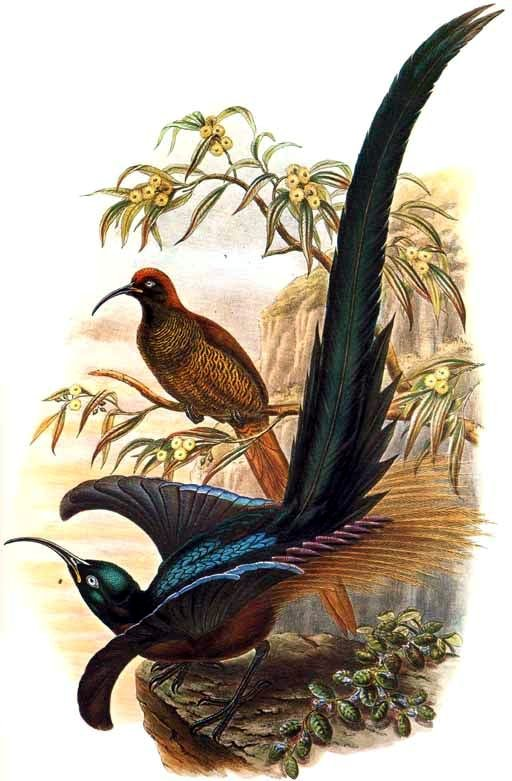
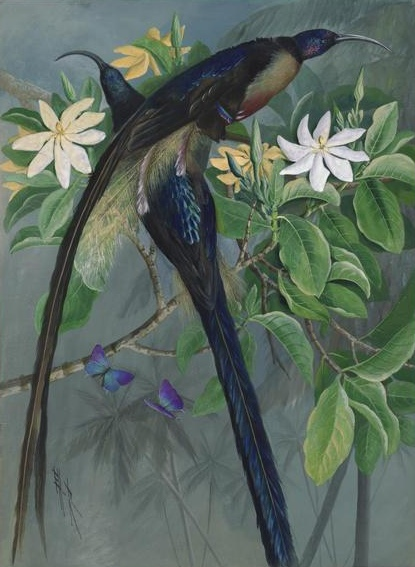
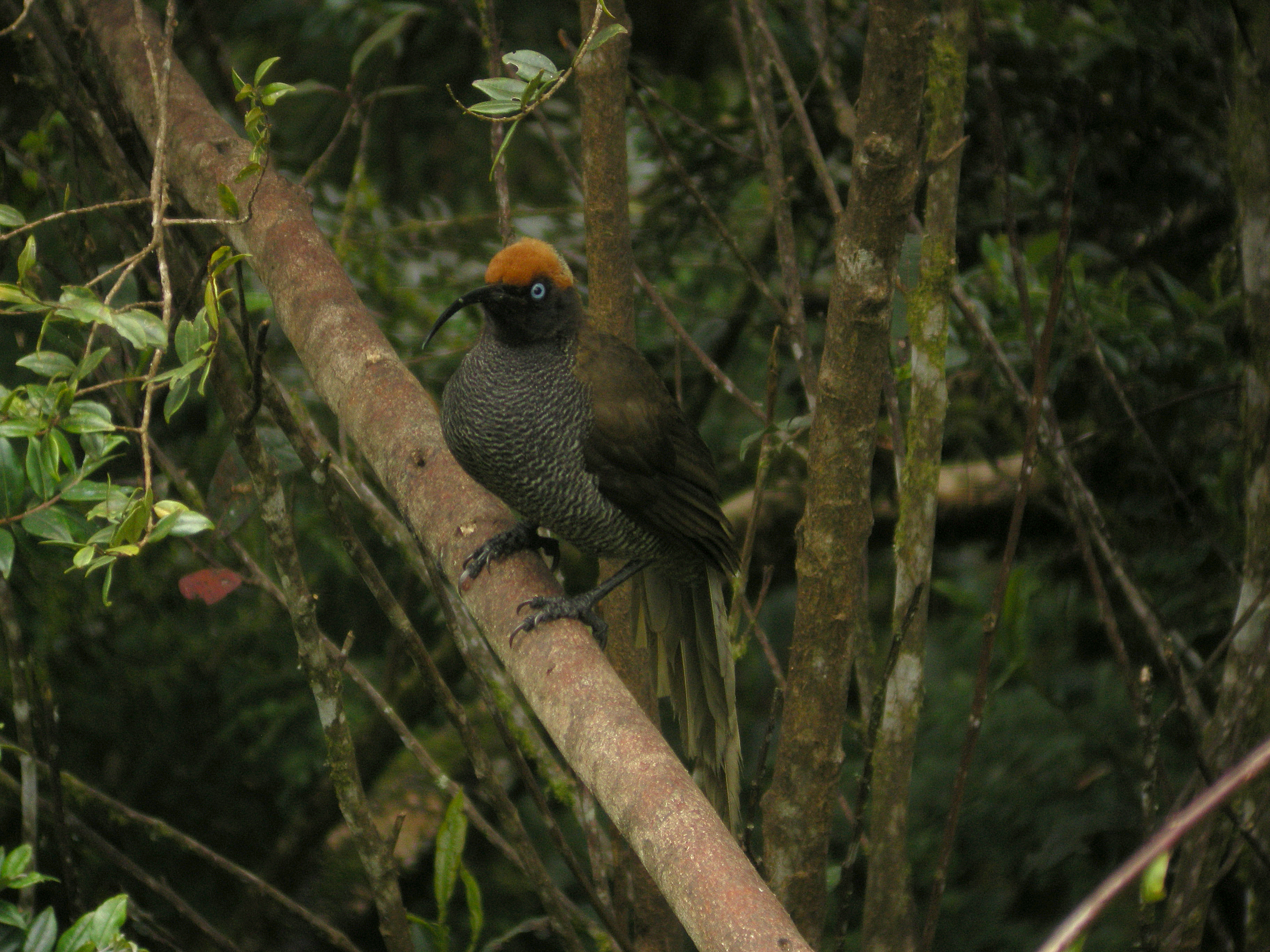
Hona